# Самтредський тролейбус
Самтредський троле́йбус — закрита тролейбусна система в грузинському місті Самтредія, що існувала з 1982 по 2003 роки. Є першою тролейбусною системою, що була ліквідована в Грузії після здобуття нею незалежності.

## Історія
28 серпня 1982 року відкрито тролейбусний рух в місті Самтредія. З початку відкриття системи на маршрутах працювали тролейбуси ЗіУ-682 та Škoda 14Tr. Незадовго до розпаду СРСР місто отримало партію чехословацьких тролейбусів Škoda 9Tr, які були списані з тбіліських тролейбусних парків.
Піку свого розвитку система досягла у 1986 році, коли на чотирьох маршрутах експлуатувалися 15 тролейбусів, а загальна протяжність ліній складала — ~ 23 км.
З розпадом СРСР тролейбусна система опинилася у глибокій кризі. Перебої з подачею електроенергії, припинення поставок запасних частин, відсутність фінансування і розкрадання майна стали звичайним явищем. Водії та механіки часто працювали з альтруїстичних спонукань, так як вартість проїзду у 10 тетрі ніяк не могла покрити експлуатаційні витрати. Також нерідкі були випадки крадіжки контактної мережі мисливцями за кольоровими металами. Це призвело до того, що у 1999 році залишилося тільки два маршрути, на яких працювали лише 8 тролейбусів. Це були маршрути № 2 (Готель «Самтредія» — Залізничний вокзал) та № 3 (Локомотивне депо «Самтредія» — Тролейбусний парк). Маршрути № 1 (Вулиця Руставелі — Тролейбусний парк) та № 4 (Залізничний вокзал — селище Кулаші) були закриті.
2003 року було прийнято рішення про закриття тролейбусного руху в Самтредія. Будівля депо була зруйнована, рухомий склад порізаний на металобрухт та проданий до Туреччини.

## Маршрути
| Перелік тролейбусних маршрутів м. Самтредія станом на 1986 рік | Перелік тролейбусних маршрутів м. Самтредія станом на 1986 рік | Перелік тролейбусних маршрутів м. Самтредія станом на 1986 рік |
| №                                                              | Початковий пункт                                               | Кінцевий пункт                                                 |
| -------------------------------------------------------------- | -------------------------------------------------------------- | -------------------------------------------------------------- |
| 1                                                              | Вулиця Руставелі                                               | Тролейбусний парк                                              |
| 2                                                              | Готель «Самтредія»                                             | Залізничний вокзал                                             |
| 3                                                              | Локомотивне депо «Самтредія»                                   | Тролейбусний парк                                              |
| 4                                                              | Залізничний вокзал                                             | с. Кулаші                                                      |

## Рухомий склад
У різні часи в місті експлуатувалися такі типи моделей тролейбусів.
| Рухомий склад          | Рухомий склад     |
| Тип моделі             | Роки експлуатації |
| ---------------------- | ----------------- |
| Škoda 9Tr Škoda 9TrH29 | 1982—2000         |
| Škoda 14Tr02           | 1984—2000         |
| ЗіУ-682В               | 1980-ті           |
| ЗіУ-682В-012 [В0А]     | 1990—2000         |